# 安西美穂
安西 美穂（あんざい みほ、1986年2月28日 - ）は、日本のAV女優。
特技：ピアノ、作曲。

## 略歴
- 2004年 - 『恋花』でAVデビュー。

## 作品

### アダルトビデオ
- 恋花（2004年7月30日、アリスJAPAN）
- 震える舌先（2004年8月27日、アリスJAPAN）
- 清純派アイドルをリアル調教せよ！（2004年9月30日、アリスJAPAN）
- Gal Cawaii（2004年10月22日、アリスJAPAN）
- 女尻（2004年11月19日、アリスJAPAN）
- 逆ソープ天国（2004年12月31日、アリスJAPAN）
- SEX免許快伝（2005年1月28日、トライハートコーポレーション / SexiA）
- 女教師の秘蜜（2005年2月18日、トライハート / SexiA）
- 若妻の媚熱（2005年3月18日、トライハート / SexiA）
- 艶！女医クリニック（2005年4月22日、トライハート / SexiA）

### シングル
- Everything　（2005年3月23日、Sexual Kiss Records） - マキシシングル DVD + CD

## 外部サイト
※以下は、18禁サイト
- アリスJAPAN 女優詳細 安西美穂